# Experimentos nutricionais com as Primeiras Nações
Os experimentos nutricionais com as Primeiras Nações foram uma série de experimentos conduzidos no Canadá pelo Departamento de Pensões e Saúde Nacional (atualmente Saúde Canadá) nas décadas de 1940 e 1950. Os experimentos foram realizados com pelo menos 1 300 pessoas indígenas em todo o Canadá, das quais aproximadamente 1 000 eram crianças. As mortes relacionadas aos experimentos foram descritas como parte do genocídio do Canadá contra os povos indígenas.
Os experimentos envolveram comunidades isoladas com deficiência nutricional, como as de The Pas e Norway House no norte de Manitoba e escolas residenciais e foram concebidos para estudar a importância relativa e os níveis ideais de vitaminas recém-descobertas e suplementos nutricionais. Os experimentos incluíram desnutrição deliberada e prolongada e, em alguns casos, a retenção de serviços odontológicos.
O Governo do Canadá estava ciente da desnutrição em suas escolas residenciais e concedeu aprovação para a realização de experimentos nutricionais com crianças. Sabe-se agora que a causa principal da desnutrição nas escolas residenciais foi o subfinanciamento por parte do governo canadense. Os experimentos nutricionais aos quais as crianças das escolas residenciais foram submetidas não forneceram evidências de conclusão nem contribuíram para o corpo de conhecimento sobre nutrição e suplementação.
Os experimentos nutricionais realizados com crianças indígenas em escolas residenciais vieram à tona em 2013 por meio da pesquisa do historiador da alimentação, Dr. Ian Mosby.

## História
Entre 1942 e 1952, foram realizados experimentos nutricionais com crianças indígenas de escolas residenciais em Alberta, Colúmbia Britânica, Manitoba, Nova Escócia e Ontário.
Em março de 1942, especialistas canadenses em nutrição lideraram uma expedição de pesquisa ao norte de Manitoba que investigou o estado de saúde nutricional dos povos das Primeiras Nações nas comunidades Cree de Norway House, Cross Lake, God's Lake Mine, Rossville e The Pas. Liderada pelo Dr. Percy Moore e pelo Dr. Frederick Tisdall, a missão de pesquisa foi patrocinada por Assuntos Indígenas, pelo Milbank Memorial Fund, pela Força Aérea Real Canadense e pela Hudson's Bay Company. O objetivo desta pesquisa inicial era investigar os padrões de sustento e os estados nutricionais dos povos indígenas nessas comunidades por meio da realização de exames físicos, testes de sangue e raios‑X em 400 residentes.
Foi observada uma desnutrição grave a tal ponto que muitos que continuavam trabalhando foram considerados como necessitando de atenção médica. A desnutrição nas comunidades Cree do norte foi associada a outros problemas de saúde, como uma taxa de mortalidade por tuberculose aumentada (1.400 por 100.000 pessoas), em comparação com a população não indígena de Manitoba (27,1 por 100.000 pessoas), alta mortalidade infantil (oito vezes a taxa nacional) e maior mortalidade bruta (cinco vezes a taxa nacional).
Nos anos que precederam os experimentos nutricionais, John Milloy, Mary-Ellen Kelm e outros pesquisadores consideravam a desnutrição como endêmica nas escolas residenciais e nas comunidades das Primeiras Nações. Por exemplo, em meados da década de 1940 foi descoberta uma desnutrição generalizada na Cecilia Jeffrey School e na St. Mary's School em Kenora. Na St. Mary's School, os alunos eram alimentados com uma mistura de farinha que não era permitida pela lei de adulteração de alimentos no Canadá e na Cecilia Jeffrey School, um experimento em educação nutricional forneceu suplementação nutricional a alguns alunos e não a outros.
Pesquisas recentes na história alimentar indicaram que a desnutrição das crianças nas escolas residenciais foi intencional, evidenciada pelo conhecimento prévio do governo canadense sobre a desnutrição das crianças das escolas residenciais antes do início dos experimentos. Outros experimentos com crianças indígenas incluíram a retenção deliberada das rações de leite em menos da metade da quantidade recomendada por dois anos, o fornecimento a algumas crianças de vitaminas, iodo e suplementos de ferro, a diminuição dos níveis de vitamina B1 nos alunos e, em uma escola, a não oferta de quaisquer suplementos a nenhum estudante, a fim de estabelecer uma linha de base para comparação com os resultados coletados de outras escolas.
Em resposta aos resultados da pesquisa inicial, foi conduzido um experimento com 300 sujeitos indígenas desnutridos, dos quais 125 receberam um ou todos os três suplementos nutricionais de interesse: riboflavina, tiamina ou ácido ascórbico. O grupo experimental de suplementação foi comparado ao grupo desnutrido, que serviu como controle. O experimento foi liderado por Moore e Tisdall, com a assistência do Dr. Cameron Corrigan, médico residente na filial Rossville do antigo Departamento de Assuntos Indígenas.

## Estudos

### A Pesquisa de James Bay
A Pesquisa de James Bay, realizada entre 1947 e 1948, expandiu o estudo anterior do norte de Manitoba e buscou investigar a conexão entre nutrição e saúde no Norte do Canadá. Dois grupos de pesquisadores propuseram-se a investigar a natureza e os efeitos da escassez de alimentos entre os canadenses nativos na região de James Bay. O primeiro grupo incluiu três antropólogos que pesquisaram diversas comunidades indígenas e selecionaram duas para estudo aprofundado – Attawapiskat First Nation e a Cree Nation of Waskaganish. O segundo grupo de pesquisadores contou com médicos, um dentista, um fotógrafo médico e um técnico em raios‑X para examinar o estado de saúde das duas comunidades das Primeiras Nações. O Dr. Percy Moore e o Dr. Frederick Tisdall permaneceram como os principais pesquisadores do estudo. Um dos objetivos primários do estudo foi investigar "possíveis métodos para aumentar ou melhorar o abastecimento de alimentos dos índios do interior".
Em 1948, como parte de um comunicado à imprensa que promovia o estudo nutricional, Assuntos Indígenas afirmou:
Eles abandonaram os hábitos alimentares nativos de seus antepassados e adotaram uma dieta semicivilizada e semi‑indígena, que carece de valores alimentares essenciais, os leva à desnutrição e os deixa vulneráveis à tuberculose e a outras doenças. O homem branco, que inadvertidamente é responsável pelas mudanças nos hábitos alimentares dos índios, agora está tentando salvar o homem vermelho, direcionando-o para os canais alimentares adequados...

### Estudos em escolas residenciais
Projetos de pesquisa focados na nutrição de crianças indígenas em escolas residenciais, realizados entre 1948 e 1952, ocorreram em seis escolas residenciais canadenses.
Avaliações anteriores do abastecimento de alimentos no sistema de escolas residenciais indicavam a falta de disponibilidade suficiente de alimentos. Uma inspeção realizada em 1944 pelo Dr. A. B. Simes, em uma escola residencial de Elkhorn, em Manitoba, constatou que 28% das meninas e 70% dos meninos que frequentavam estavam supostamente abaixo do peso. Um nutricionista determinou que a qualidade nutricional dos alimentos servidos na escola residencial de Port Crosby, na Colúmbia Britânica, apresentava uma classificação "ruim", com vegetais, cereais e carnes supostamente insuficientes.
Profissionais de saúde da Cruz Vermelha e de outras organizações foram responsáveis por avaliar o abastecimento de alimentos nessas escolas, bem como as atitudes dos povos indígenas que viviam nas reservas próximas em relação às práticas alimentares nas escolas residenciais. Apesar da interferência em muitas dessas escolas, foi relatada uma grave escassez de alimentos nessas investigações.
Em resposta, o Dr. Lionel Bradley Pett, então líder do Conselho Canadense de Nutrição, conduziu uma pesquisa inicial que investigaria as escolas residenciais em âmbito nacional e testaria a oferta de itens alimentares suplementados nos alunos como sujeitos de estudo. Em 1948, Pett iniciou este projeto de pesquisa de cinco anos, envolvendo 1.000 estudantes indígenas de escolas residenciais. Estes incluíam:
- Escola residencial Blood (Alberta)
- Escola residencial St. Paul des Metis (Alberta)
- Escola residencial St. Mary's (Ontário)
- Escola residencial Cecilia Jeffrey (Ontário)
- Escola residencial Shubenacadie (Nova Escócia)
- Escola residencial Port Alberni (Colúmbia Britânica).[4][16]

Uma equipe de pesquisa composta por médicos, enfermeiros, dentistas e outros profissionais de saúde foi incumbida de avaliar o estado de saúde dessas crianças indígenas (por meio de exames de sangue, exames físicos etc.), bem como de coletar dados dos cardápios escolares e aplicar testes de inteligência e aptidão, a fim de orientar intervenções experimentais a serem implementadas em cada escola residencial nos estudos subsequentes.

## Relatos de sobreviventes
Alvin Dixon, um ex‑aluno da Escola Residencial Alberni, na Colúmbia Britânica, e sobrevivente dos experimentos nutricionais, desempenhou um papel fundamental de testemunho nas Audiências de Verdade e Reconciliação para revelar a verdade sobre os detalhes desses experimentos. Em uma série de rádio da CBC Radio One intitulada As It Happens, Dixon relata o seguinte:
Eu cheguei à Escola Residencial Alberni em setembro de 1947. Uma das minhas únicas lembranças daquele ano foi ser apresentado em uma sala de aula com, tipo, uma planilha, sete dias por semana, com os horários das refeições, e fomos solicitados a preencher o café da manhã, o almoço e o jantar. O que comíamos nessas refeições específicas, e o que me marcou quando tinha dez anos, foi: "Por que eles estavam me perguntando? Eles sabem o que estão nos alimentando." Eles não nos perguntavam se estavam comendo essas coisas... E nós nem sempre comíamos o que nos era apresentado, obviamente, porque a comida era totalmente inadequada, muitas vezes, e não era necessariamente a de melhor sabor ou de melhor qualidade... Lembro-me de termos que, todas nós crianças, ter que roubar frutas, cenouras, batatas, para que pudéssemos assar as batatas em algum lugar fora, em uma fogueira, e comê-las, porque nunca ficávamos satisfeitos ao sairmos, como eu disse, da mesa do refeitório.
Ray Silver, outro ex‑aluno da mesma escola residencial em Alberni, na Colúmbia Britânica, descreve suas experiências sombrias na seguinte declaração à Comissão de Verdade e Reconciliação:
Nós, crianças, costumávamos escapar sorrateiramente da escola; devíamos ter andado cerca de uma milha, fugido da escola, atravessado sorrateiramente a ponte e ido até aquele lixão para pegar maçãs – que estavam meio podres ou algo assim e que haviam sido descartadas, pois não serviam mais para venda –, mas nós, crianças famintas, íamos lá, pegávamos essas coisas, enchia‑mos nossas camisas e corríamos de volta pela ponte para retornar à escola.
Ethel Johnson, ex‑aluna da Escola Residencial Shubenacadie, em Nova Escócia, ilustra as dificuldades de sua irmã mais nova ao comer a comida de sabor desagradável servida na escola:
E ela não conseguia comer, e começou a chorar. Então tentou fazê-la comer; mas não conseguiu. Em seguida, ela vomitou, e depois colocou o rosto ali. Ela não conseguia; quando se está chorando, não se consegue comer de qualquer forma.

## Comissão de Verdade e Reconciliação do Canadá
A Comissão de Verdade e Reconciliação (CVR) do Canadá foi oficialmente estabelecida em 1º de junho de 2008, com o propósito de documentar a história, os danos e os impactos contínuos do sistema de escolas residenciais indianas no Canadá sobre os ex‑alunos, suas famílias e suas comunidades. Ela proporcionou aos sobreviventes das escolas residenciais a oportunidade de compartilhar suas experiências durante reuniões públicas e privadas realizadas em todo o país.
A CVR enfatiza que tem como prioridade demonstrar os impactos das escolas residenciais aos canadenses que foram mantidos na ignorância sobre essas questões.